# 西陵区
西陵区是中国湖北省宜昌市所辖的一个市辖区。宜昌市政府所在地。总面积为89.8平方公里，常住总人口約54万人，区人民政府駐西陵街道珍珠路36號。

## 行政区划
西陵区下辖10个街道办事处：
西陵街道、学院街道、云集街道、西坝街道、葛洲坝街道、夜明珠街道、东苑街道、南苑街道、北苑街道和窑湾街道。

## 人口民族
宜昌市第七次全国人口普查公报显示：西陵区常住人口为537686人，男性人口占比48.99%，女性人口占比51.01%，年龄结构中0-14岁占比11.6%，15-59岁占比68.11%，60岁以上占比20.28%，65岁以上占比15.21%。

## 西陵区简介
湖北省宜昌市西陵区位于万里长江风景绮丽的西陵峡口，是三峡明珠宜昌市西陵区的政治、文化、商贸中心和旅游服务功能区，辖六个街道办事处、一个乡和一个省级开发区，总面积89.9平方公里，常住人口42.73万。辖区内有各类科研机构45个、大中专院校10所、中小学校44所、医院12所，举世闻名的三峡工程总部和葛洲坝水利枢纽工程坐落境内。
西陵区是宜昌市经济最发达，人口密度最稠密的中心城区，是宜昌市政治、经济、文化和商业中心。